# Погрібецька сільська рада
Погрібе́цька сільська́ ра́да — адміністративно-територіальна одиниця та орган місцевого самоврядування у Зборівському районі Тернопільської області. Адміністративний центр — село Погрібці.

## Загальні відомості
Погрібецька сільська рада утворена в 1992 році.
- Територія ради: 11,479 км²
- Населення ради: 836 осіб (станом на 2001 рік)
- Територією ради протікає річка Стрипа

## Історія
с. Калинівка-1939, с. Погрібці-1992.

## Населені пункти
Сільській раді підпорядковані населені пункти:
- с. Погрібці
- с. Калинівка
- с. Красна

## Склад ради
Рада складається з 15 депутатів та голови.
- Голова ради: Васильчишин Петро Михайлович
- Секретар ради: Палій Степан Миколайович

### Керівний склад попередніх скликань
| Прізвище, ім'я, по батькові  | Основні відомості                                                 | Дата обрання | Дата звільнення |
| ---------------------------- | ----------------------------------------------------------------- | ------------ | --------------- |
| Васильчишин Петро Михайлович | Сільський голова, 1971 року народження, освіта вища, безпартійний | 26.03.2006   | 31.10.2010      |
| Васильчишин Петро Михайлович | Сільський голова, 1971 року народження, освіта вища, безпартійний | 31.10.2010   |                 |

Примітка: таблиця складена за даними сайту Верховної Ради України

### Депутати
За результатами місцевих виборів 2010 року депутатами ради стали:

#### За суб'єктами висування
| Суб'єкт висування | Кількість обраних депутатів | %   |
| ----------------- | --------------------------- | --- |
| Самовисування     | 15                          | 100 |

#### За округами
| № округу | Прізвище, ім'я, по батькові     | Дата визнання обраним | Освіта             | Партійна приналежність               | Відомості про обраного депутата                                                                          |
| -------- | ------------------------------- | --------------------- | ------------------ | ------------------------------------ | --- |
| 1        | Лучин Ірина Зіновіївна          | 17.01.2011            | вища               | позапартійна                         | Зборівський районний суд, секретар судового засідання                                                    |
| 2        | Бартош Петро Петрович           | 05.11.2010            | середня спеціальна | позапартійний                        | Управління праці та соціального захисту населення районної державної адміністрації, соціальний працівник |
| 3        | Стецюк Стефанія Степанівна      | 05.11.2010            | вища               | позапартійна                         | Погрібецька сільська рада, бухгалтер                                                                     |
| 4        | Михайлишин Руслан Тарасович     | 05.11.2010            | середня спеціальна | позапартійний                        | тимчасово не працює                                                                                      |
| 5        | Мудло Василь Дмитрович          | 05.11.2010            | незакінчена вища   | член Політичної партії «За Україну!» | ТНТУ ім. Пулюя, студент                                                                                  |
| 6        | Палій Степан Миколайович        | 05.11.2010            | середня спеціальна | позапартійний                        | Погрібецька сільська рада, секретар                                                                      |
| 7        | Петрик Марія Іванівна           | 05.11.2010            | середня спеціальна | позапартійна                         | Зборівське управління з експлуатації газового господарства, контролер                                    |
| 8        | Луців Ігор Григорович           | 05.11.2010            | середня спеціальна | позапартійний                        | Управління праці та соціального захисту населення районної державної адміністрації, соціальний працівник |
| 9        | Романишин Галина Іванівна       | 05.11.2010            | середня спеціальна | позапартійна                         | тимчасово не працює                                                                                      |
| 10       | Гнатієвич Ярослав Володимирович | 05.11.2010            | незакінчена вища   | позапартійний                        | ТНЕУ, студент                                                                                            |
| 11       | Головко Ярослав Олегович        | 05.11.2010            | незакінчена вища   | позапартійний                        | ТНЕУ, студент                                                                                            |
| 12       | Завитій Богдан Дмитрович        | 05.11.2010            | середня спеціальна | позапартійний                        | Цех телекомунікаційних послуг № 7 м. Зборова Тернопільської філії ВАТ «Укртелеком», різноробочий         |
| 13       | Висоцька Любов Йосифівна        | 05.11.2010            | середня спеціальна | позапартійна                         | пенсіонер                                                                                                |
| 14       | Гоменюк Роман Михайлович        | 05.11.2010            | середня спеціальна | позапартійний                        | тимчасово не працює                                                                                      |
| 15       | Корналь Володимир Ігорович      | 05.11.2010            | середня спеціальна | позапартійний                        | Зборівський коледж ТНТУ ім. Пулюя, студент                                                               |